# Giampiero Peia
Giampiero Peia (Lodi, 30 giugno 1961) è un architetto e designer italiano, fondatore dello studio di architettura Peia Associati.

## Biografia
Giampiero Peia si laurea alla facoltà di Architettura del Politecnico di Milano nel 1987 e inizia la collaborazione con uno dei maestri del design italiano: Luca Meda. Dal 1988 al 1997 è collaboratore e partner di Ignazio Gardella con cui progetta, insieme a Fabio Nonis e Jacopo Gardella alcune delle ultime più importanti opere del maestro italiano, come l'ampliamento del campus dell'Università Bocconi, la facoltà di architettura di Genova, un progetto per Piazza del Duomo a Milano e una catena di supermarket, l'Esselunga.
Nel 1998 fonda lo studio Peia & Associati e dal 2001 al 2005 è partner di Piero Lissoni nella Lissoni Peia Associati. Nel 2006 fonda con Marta Nasazzi la Peia Associati Srl.
Il suo lavoro nell'ambito della progettazione, della rigenerazione urbana e della ricerca della massima sostenibilità affronta diverse scale, temi, tipologie ed aree geografiche. Lo studio di Milano coordina anche il lavoro sviluppato da altre squadre in particolare in Qatar, Sri Lanka, Cina.
In particolare si ricordano i progetti per 12 torri realizzate a Shanghai (2020) e la Sala delle Nazioni Unite a Ginevra (2019), prima sala al mondo con luce circadiana e con i più alti livelli di sostenibilità e di tecnologia audio e video.
Nel 2019 ha progettato e realizzato il padiglione dello Sri Lanka alla XXII Triennale di Milano, nell'ambito della mostra organizzata con il MoMA di New York dal titolo Broken Nature, presentando un prototipo di serra per colture idroponiche capace di generare un sistema prefabbricato, contemporaneamente sia abitativo e produttivo per popolazioni in stato di disagio sociale in ambiti urbani e periurbani, secondo i parametri del programma UN Habitat delle Nazioni Unite.
Nel 2018 è stato realizzato con la sua completa progettazione uno dei resort con la più alta sostenibilità ambientale alle Maldive, il Westin Hotels & Resorts Miriandooh su un'isola dell'Atollo Baa appartenente alle riserve mondiali della biosfera dell'UNESCO.
A Doha, Qatar, sono stati realizzati molti edifici tra cui The Oyster, il primo edificio su un'isola artificiale per 20.000 abitanti.  Del 2016 la sede di Katara e del comitato per FIFA 2022 in Al Biddah Tower. La torre Alfardan residence è un progetto in collaborazione con AEB e con i suoi 69 piani è la più alta torre di Doha.
Il padiglione Coca Cola per Expo Milano 2015, interamente progettato e realizzato con sistemi di climatizzazione passiva, sfruttando ventilazione naturale e cascate di acqua, è l'unico padiglione ad essere stato concepito per essere ricostruito e dal 2017 è stato riconvertito in struttura per le attività sportive in un parco pubblico di Milano.
Il Centro culturale per la Pace di Corsico (2015), utilizzato anche per attività sui temi del dialogo inter-religioso, della pace, del disarmo nucleare e della tutela dell'ambiente, rappresenta il primo esempio di un accordo tra una amministrazione pubblica comunale ed un ente religioso per condividere gli spazi del complesso monumentale e della nuova sala conferenze ad uso anche come sala civica, tra i cittadini del territorio e i fedeli della comunità buddista di Milano e Lombardia. La sala principale  è infatti anche il più grande tempio buddista di Europa.
Giampiero Peia è frequentemente invitato per conferenze e letture presso istituti universitari e scuole di design. È membro permanente dell'Advisory Board della Virginia Commonwealth University di Doha.
È inoltre consulente e designer per molte aziende italiane che producono componenti per l'arredo, il bagno, rivestimenti, sistemi costruttivi prefabbricati e illuminazione.

## Premi
- 2013/2015: GRAND PRIX CASALGRANDE, Primo Premio per "Z Lounge Zengo Project" il più alto lounge bar in Doha, 61-62 piano al Kempinski Residences and Suites, Doha - Qatar.[12]
- 2016: Premio Confindustria Italiana LA CERAMICA E IL PROGETTO, Primo Premio per "Villa in Antiparo", Grecia, International Architecture Competition, Categoria: Residenziale.
- 2017: Seeds&Chips Awards BEST VERTICAL FARMING - EXPERIENCE AWARD, Primo Premio per Robonica, Milano.
- 2017: Towards a Sustainable Expo SUSTAINABLE ARCHITECTURE GREEN PROCUREMENT, Primo Premio per Coca-Cola Pavilion, second life as public sport playground, Milano[13]
- 2018: Premio Confindustria Italiana LA CERAMICA E IL PROGETTO, Menzione per WESTIN MALDIVES RESORT, Maldive, International Architecture Competition, Categoria: Commerciale / Hospitality.
- 2019: The Plan Award, BEST INDUSTRIAL PRODUCT OF THE YEAR, Primo Premio per Linfa con Robonica.[14]